# Ерлем (Айова)
Ерлем (англ. Earlham) — місто (англ. city) в США, в окрузі Медісон штату Айова. Населення — 1410 осіб (2020).

## Географія
Ерлем розташований за координатами 41°29′40″ пн. ш. 94°7′20″ зх. д. / 41.49444° пн. ш. 94.12222° зх. д. (41.494482, -94.122251).  За даними Бюро перепису населення США в 2010 році місто мало площу 2,51 км², уся площа — суходіл.

## Демографія
Згідно з переписом 2010 року, у місті мешкало 1450 осіб у 544 домогосподарствах у складі 389 родин. Густота населення становила 579 осіб/км².  Було 571 помешкання (228/км²).
Расовий склад населення:
| - 98,3 % — білих - 0,5 % — азіатів - 0,1 % — чорних або афроамериканців |

До двох чи більше рас належало 0,9 %. Частка іспаномовних становила 0,8 % від усіх жителів.
За віковим діапазоном населення розподілялося таким чином: 31,6 % — особи молодші 18 років, 57,2 % — особи у віці 18—64 років, 11,2 % — особи у віці 65 років та старші. Медіана віку мешканця становила 34,3 року. На 100 осіб жіночої статі у місті припадало 100,0 чоловіків;  на 100 жінок у віці від 18 років та старших — 89,7 чоловіків також старших 18 років.
Середній дохід на одне домашнє господарство  становив 70 104 долари США (медіана — 59 455), а середній дохід на одну сім'ю — 85 690 доларів (медіана — 80 667). Медіана доходів становила 51 012 долари для чоловіків та 40 037 доларів для жінок. За межею бідності перебувало 5,3 % осіб, у тому числі 5,7 % дітей у віці до 18 років та 4,4 % осіб у віці 65 років та старших.
Цивільне працевлаштоване населення становило 880 осіб. Основні галузі зайнятості: фінанси, страхування та нерухомість — 19,0 %, освіта, охорона здоров'я та соціальна допомога — 17,2 %, роздрібна торгівля — 13,0 %.